# Астерикс (сателит)
Астерикс, први француски сателит, лансиран је 26. новембра 1965. године од стране Дијамант А ракете из Алжира. Уз помоћ Астерикса, Француска је постала шеста земља на свету која поседује сателит у орбити одмах после Совјетског Савеза и њиховог Спутњика 1, америчког Експлорера 1, битанског Аријела 1, канадског Алуета 1 и италијанског Сан Марка 1, и постала је трећа земља која је сама лансирала свој сателит (Велика Британија, Канада и Италија су своје сателите лансирали уз помоћ америчких ракета). Сателит је првобитно одређен да служи као први сателит француске војске под називом A-1, али касније је преименован по француском стрип јунаку Астериксу. Због релативно велике висине његове орбите не очекује се да поново уђе у Земљину атмосферу још неколико векова.

## Подаци
- Тежина: 42 kg
- Перигеј: 527 km
- Апогеј: 1697 km
- Нагиб: 34.3 degrees
- Орбитални период: 107.5 minutes and 5 seconds